# NGC 1376
NGC 1376 este o galaxie spirală situată în constelația Eridanul. A fost descoperită în 28 ianuarie 1785 de către William Herschel. Se află la o distanță de 60,81 de megaparseci de Pământ.